# Tori Black Is Pretty Filthy
Tori Black Is Pretty Filthy — американський порнографічний фільм, знятий режисером Мейсон і спродюсований Патріком Коллінзом. У головній ролі знялася порноакторка Торі Блек.

## Сюжет
Фільм складається з п'яти сцен. Дія першої сцени відбувається на пляжі Санта-Моніки і в будиночку біля моря. У другій сцені Торі Блек вперше в своїй кар'єрі виконує анальний секс, знятий не від першої особи. У третій сцені Блек одягнена в гангстерському стилі і в ній також беруть участь Мері Лав і Ice Cold. Четверта сцена починається з зображення Блек і Крістіни Роуз, які пестять одна одну біля басейну. Далі дія переноситься в будинок, де до них приєднується Мануель Феррара. Початок останньої сцени відбувається на вулиці Лос-Анджелеса. Вона приходить на покинутий склад, де зустрічає Міка Блу і Джеймса Діна. Після грубого сексу з двома чоловіками, вона йде в туалет, де займається мастурбацією.

## Реліз
Фільм вийшов на DVD 16 вересня 2009 року. Крім самого фільму, DVD містило кілька доповнень, таких як трейлер, слайд-шоу і відео про те, як знімався фільм.

## Нагороди та номінації
| Церемонія   | Категорія                | Номінант                              | Результат |
| ----------- | ------------------------ | ------------------------------------- | --------- |
| AVN Awards  | Найкращий гонзо-фільм    |                                       | Перемога  |
| AVN Awards  | Найкраща сцена стриптизу | Торі Блек                             | Перемога  |
| AVN Awards  | Найкраща сцена тріолізму | Торі Блек, Ребека Лінарес і Марк Ешлі | Перемога  |
| AVN Awards  | Найкраща анальна сцена   | Торі Блек і Мануель Феррара           | Номінація |
| AVN Awards  | Найкращий режисер        | Мейсон                                | Номінація |
| AVN Awards  | Найкраща упаковка        |                                       | Номінація |
| AVN Awards  | Найкраща відеографія     | Мейсон                                | Номінація |
| XBIZ Awards | Гонзо-реліз року         |                                       | Перемога  |
| XRCO Award  | Найкращий гонзо-фільм    |                                       | Номінація |